# Maria Wonenburger
Compléments
A bénéficié du programme Fulbright
María Josefa Wonenburger Planells (17 juin 1927-14 juin 2014)  est une mathématicienne, espagnole, réputée pour son travail sur la théorie des groupes. 

## Biographie
María Josefa Wonenburger Planells naît en 1927 à Montrove, Oleiros (La Corogne) en Espagne. Elle obtient une reconnaissance tardive pour son rôle dans la création des algèbres de Kac-Moody. Elle fait ses recherches aux États-Unis et au Canada et est la première Espagnole à bénéficier du programme Fulbright pour mener ses études de mathématiques. Elle obtient son doctorat, en 1957, à l'université Yale, avec Nathan Jacobson pour directeur de thèse. Elle meurt le 14 juin 2014 à La Corogne en Espagne.

## Source de la traduction
- (en) Cet article est partiellement ou en totalité issu de l’article de Wikipédia en anglais intitulé « Maria Wonenburger » (voir la liste des auteurs).